# دووبیتسه
دووبیتسه (به چکی: Doubice) یک منطقهٔ مسکونی در جمهوری چک است که در ناحیه دیتشین واقع شده‌است. دووبیتسه ۱۹٫۲۹ کیلومتر مربع مساحت و ۱۰۲ نفر جمعیت دارد.